# Телевизионная башня Саппоро
Телевизионная башня Саппоро (яп. さっぽろテレビ塔 Саппоро Тэрэби-то:, англ. Sapporo TV Tower) — построенная в 1957 году телевизионная башня высотой 147,2 метра со смотровой площадкой на высоте 90.38 метров. Расположена на территории парка Одори в Тюо-ку, центральном районе города Саппоро (Хоккайдо, Япония). Башня открыта для туристов.

## Появления в поп-культуре
- Годзилла против Кинга Гидоры
- Годзилла против Космического Годзиллы
- Гамера 2: Нападение космического легиона
- Saikano

## Галерея

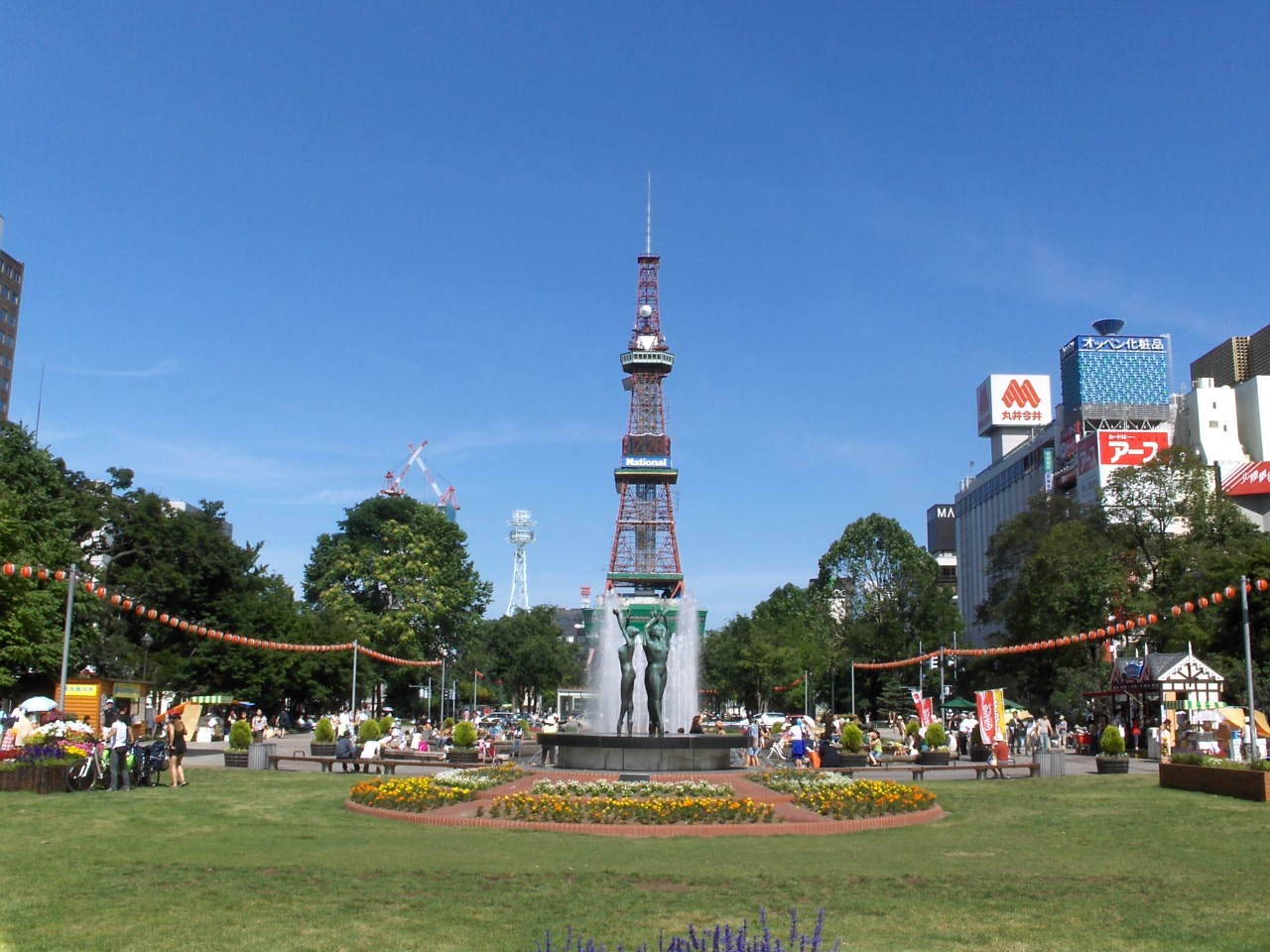
Вид на башню из парка Одори
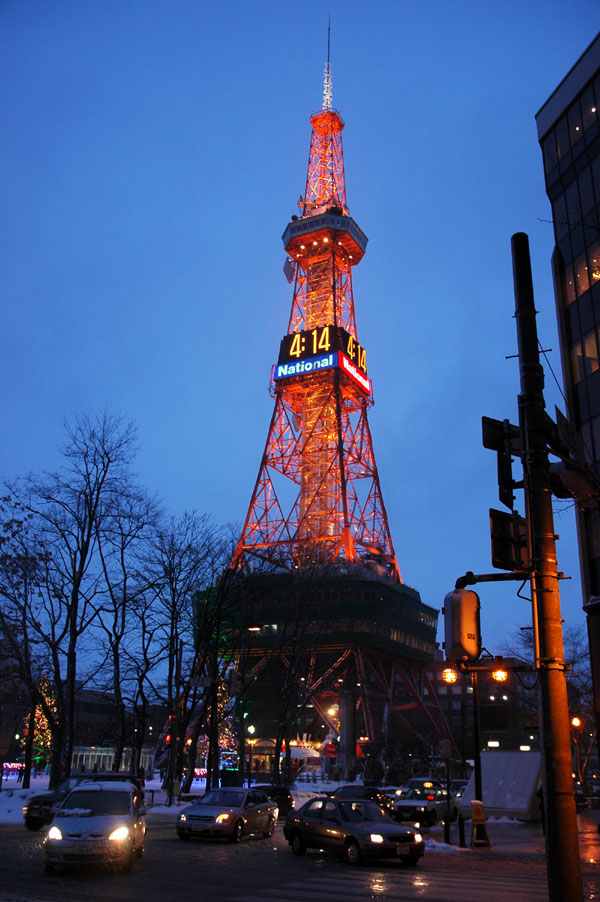
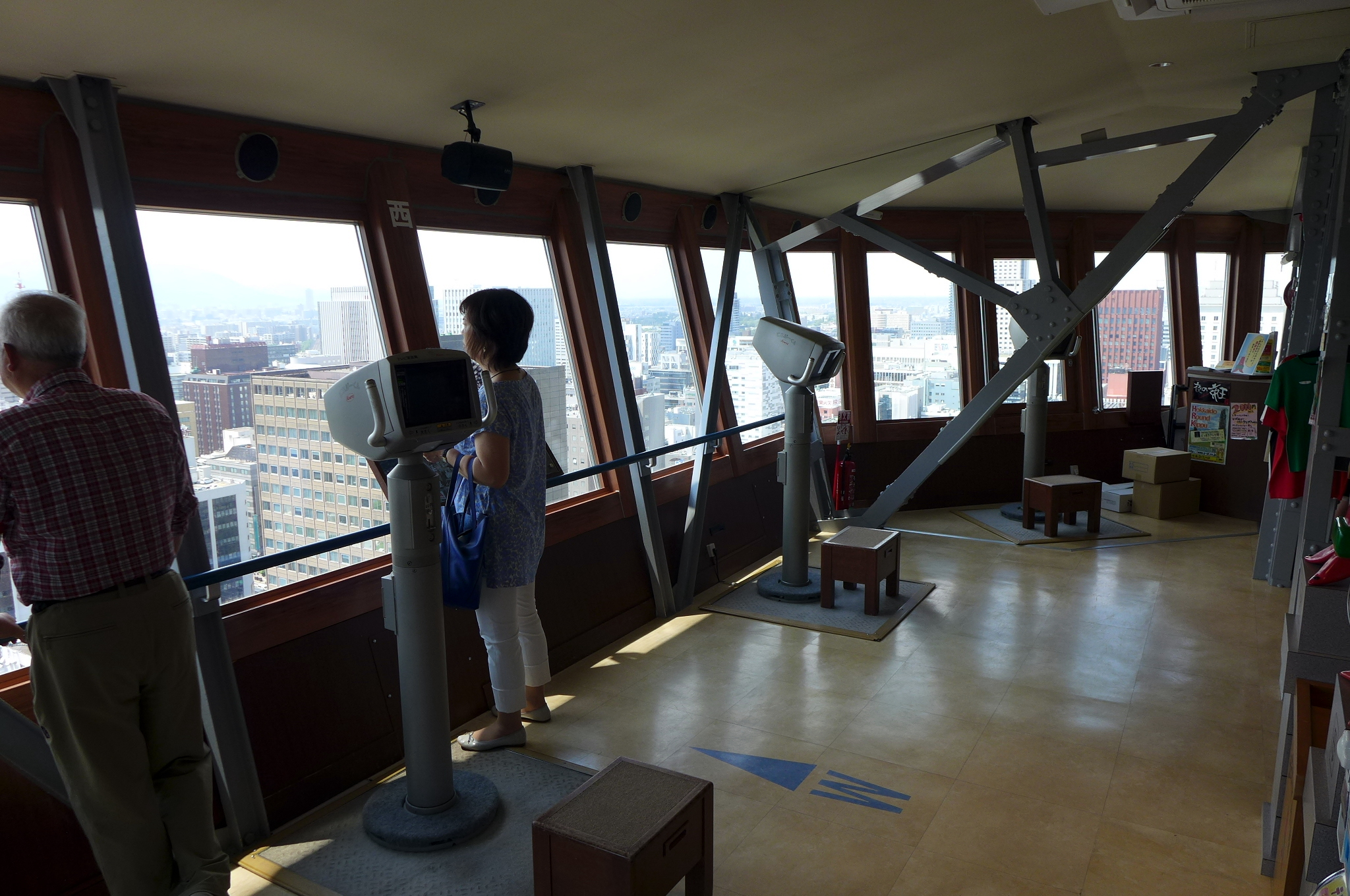
Смотровая площадка
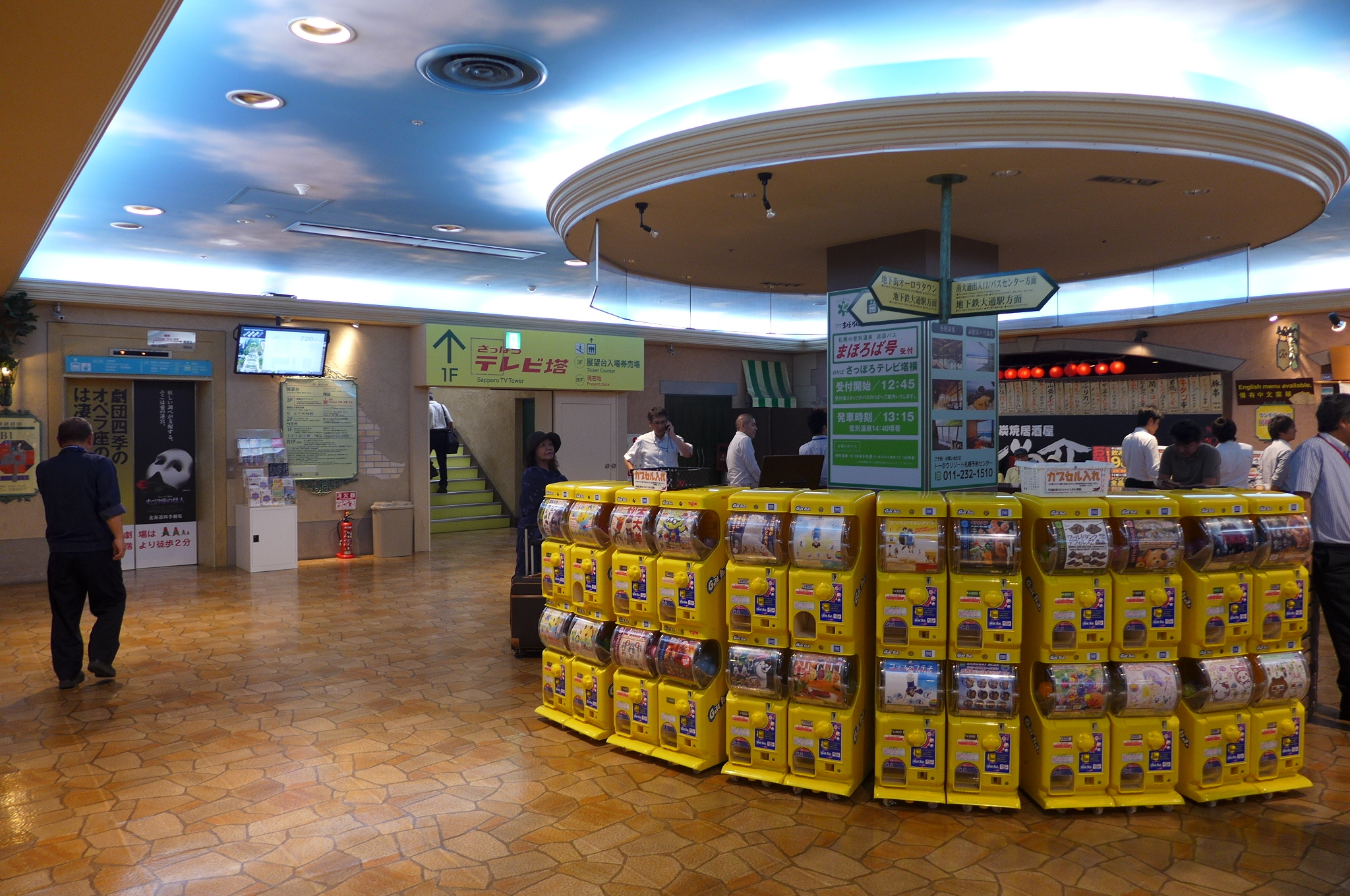
Подземный магазин